# All Hallows' Eve 2
Série
All Hallows' Eve
(2013)
Pour plus de détails, voir Fiche technique et Distribution.
All Hallows' Eve 2 est un film d'horreur américain sorti en 2015. Il fait suite à All Hallows' Eve sorti deux ans auparavant.

## Synopsis
Une femme trouve devant sa porte une cassette VHS montrant des scènes horribles très réalistes mais elle comprend que le vrai danger, c'est qu'un tueur au visage de citrouille utilise cette VHS pour traquer ses nouvelles victimes. 

## Fiche technique
- Titre original : All Hallows' Eve 2
- Réalisation :
- Scénario :
- Production : RLJ Entertainment, Ruthless Pictures
- Musique :
- Pays d'origine : États-Unis
- Lieu de tournage : États-Unis
- Durée : 91 minutes
- Date de sortie : 
  - États-Unis : 6 octobre 2015 (sortie directement en vidéo)

## Distribution
- Andrea Monier : Woman
- Damien Monier : Trickster